# Ален Богоссян
Але́н Богосся́н (фр. Alain Boghossian; нар. 27 жовтня 1970, Дінь-ле-Бен) — колишній французький футболіст вірменського походження, що грав на позиції флангового півзахисника. По завершенні ігрової кар'єри — футбольний тренер.
Виступав за французькі, італійські та іспанський клуби, а також національну збірну Франції. Найбільше досягнень здобув у складі «Парми», разом з якою став дворазовим володарем Кубка Італії, а також володарем Суперкубка Італії та Кубка УЄФА. У складі збірної — чемпіон світу 1998 року.

## Клубна кар'єра
Народився 27 жовтня 1970 року в місті Дінь-ле-Бен. Вихованець футбольної школи клубу «Марсель».
Богоссян почав свою кар'єру в марсельському «Олімпіку», де він грав у складі дубля, в якому провів три сезони, взявши участь у 78 матчах чемпіонату. 1992 року, з метою отримання ігрової практики, Богоссян був відданий в оренду в «Істр», який грав на той момент у другій французькій лізі. 
Після сезону в «Істрі» він повернувся в «Марсель» і у сезоні 1993/94 дебютував за основну команду. За підсумками сезону команда зайняла друге місце в чемпіонаті, а Ален зіграв у 28 іграх та забив 2 голи.
Влітку 1994 року Богоссяна купив італійський клуб з Серії А «Наполі». Після трьох років гри в неапольському клубі він перейшов до складу «Сампдорії». За генуезький клуб футболіст грав протягом сезону, після цього перейшов в «Парму», у складі якої у фіналі Кубка УЄФА 1998/99 обіграв свою колишню команду «Марсель» з рахунком 3:0. Того ж року команда виграла і два національні трофеї — Кубок та Суперкубок Італії, обігравши відповідно «Фіорентину» (1:1, 2:2) та «Мілан» (2:1). Причому в грі проти міланців саме гол Богоссяна на 92 хвилині приніс перемогу «хрестоносцям». 2002 року Ален виграв свій останній трофей у кар'єрі, обігравши з «Пармою» у фіналі національного кубка «Ювентус» (1:2, 1:0).
Влітку 2002 року Богоссян підписав контракт з клубом Іспанського Прем'єр-Дивізіону «Еспаньйол», проте через травми дуже рідко виходив на поле і по закінченні сезону завершив кар'єру професійного футболіста.

## Виступи за збірну
Богоссян, відхиливши пропозицію виступати за збірну Вірменії, свою історичну батьківщину, 1997 року дебютував в офіційних матчах у складі національної збірної Франції. 
У складі збірної був учасником чемпіонату світу 1998 року у Франції, на якому зіграв у п'яти матчах і здобув титул чемпіона світу, а також чемпіонату світу 2002 року в Японії і Південній Кореї, де жодного разу на полі так і не з'явився. Напередодні тріумфального для французів Євро-2000 Богоссян отримав травму, тому на турнір поїхати не зміг.
Протягом кар'єри у національній команді, яка тривала 6 років, провів у формі головної команди країни 26 матчів, забивши 2 голи.

## Кар'єра тренера
В липні 2008 року Богоссян був призначений помічником тренера збірної Франції Раймона Доменека, який залишився на своїй посаді після провального Євро-2008. Після чемпіонату світу 2010 року Доменека на посаді головного тренера змінив Лоран Блан, але Богоссян продовжив працювати асистентом. Після невдалого виступу на Євро-2012 Блан покинув збірну, а новий тренер Дідьє Дешам звільнив Богоссяна з посади асистента.

## Титули і досягнення
- Володар Кубка Італії (2):

«Парма»: 1998-99, 2001-02
- Володар Суперкубка Італії з футболу (1):

«Парма»: 1999
- Володар Кубка УЄФА (1):

«Парма»: 1998-99
- Чемпіон світу (1):

Франція: 1998

## Цікаві факти
- 2001 року разом з Юрієм Джоркаєффом подякував президенту П'ятої Республіки Жаку Шираку за офіційне визнання геноциду вірмен[6].
- Почесний громадянин Вірменії[7].